# Династия Хо
Дина́стия Хо (вьет. Nhà Hồ, тьы-ном 家胡, ня хо), также дом Хо (вьет. Hồ Triều, тьы-ном 胡朝, хо чьеу) — одна из вьетских династий; два императора — Хо Куи Ли (вьет. Hồ Quý Ly, тьы-ном 胡季犛) и Хо Хан Тхыонг (вьет. Hồ Hán Thương, тьы-ном 胡漢蒼) — правили государством Дайнгу (бывший Дайвьет) с 1400 года по 1407 год.

## Хо Куи Ли
Фамилия Хо впервые появилась в исторических источниках в IX веке в Чжэцзяне, Хо принимали участие в переворотах Периода пяти династий. Из Чжэцзяна семейство уехало на юг, в Намвьет. Хо Льем (вьет. Hồ Liêm), прапрадедушка Хо Куи Ли, продвинулся ещё южнее, поселившись в Тханьхоа (примерно 100 км. к югу от современного Ханоя). В детстве маленького Хо Куи Ли усыновил Ле Хуан (вьет. Lê Huan), который дал ему свою фамилию. Куи Ли вернул фамилию Хо лишь после свержения последнего императора династии Чан. Из-за краткости правления династии Хо, а также из-за того, что правление окончилось трагически, захватом страны, фамилия «Хо» впоследствии была запятнана. Тем не менее, в период правления этого рода в Дайнгу работали несколько крупных учёных, дипломатов, чиновников.
Авторитет и сила династии Чан падали, начиная с 1370-х годов, с правления Чан Нге Тонга (вьет. Trần Nghệ Tông, тьы-ном 陳藝宗, 1370—1372). Династия Чан была известна тем, что её правители находились на престоле лишь по нескольку лет, после чего передавали трон любимому сыну; а также тем, что её правители первыми стали называть себя императорами (вьет. Hoàng Đế, хоанг де). Частая смена правителей поощряла приход к власти сильных, умелых и хитрых политиков, таких, как Хо Куи Ли. Он был широко известен своей пронырливостью, храбростью и удалью, а успешная кампания против Тямпы позволила ему выдвинуться на первые роли. Куи Ли смог с помощью интриг и удачных браков (сестра, дочь и две тётки Куи Ли были замужем за принцами династии Чан, а сам он женился на сестре императора) стать важной придворной фигурой, получив звание советника. В 1399 году, когда множество других придворных, замешанных в интригах, были убиты, Куи Ли получил высочайший пост генерала-регента.
Для того, чтобы закрепиться на троне, Хо Куи Ли первым делом построил новую столицу Тэйдо (вьет. Tây Đô, «западная столица»). В 1399 году он пригласил правившего тогда Чан Тхуан Тонга (вьет. Trần Thuận Tông) посетить новую столицу, где уговорами заставил того передать трон трёхлетнему принцу Ану, а затем заточил в пагоде и казнил. Ан «правил» год до того, как Куи Ли сверг его и провозгласил себя императором в 1400 году.

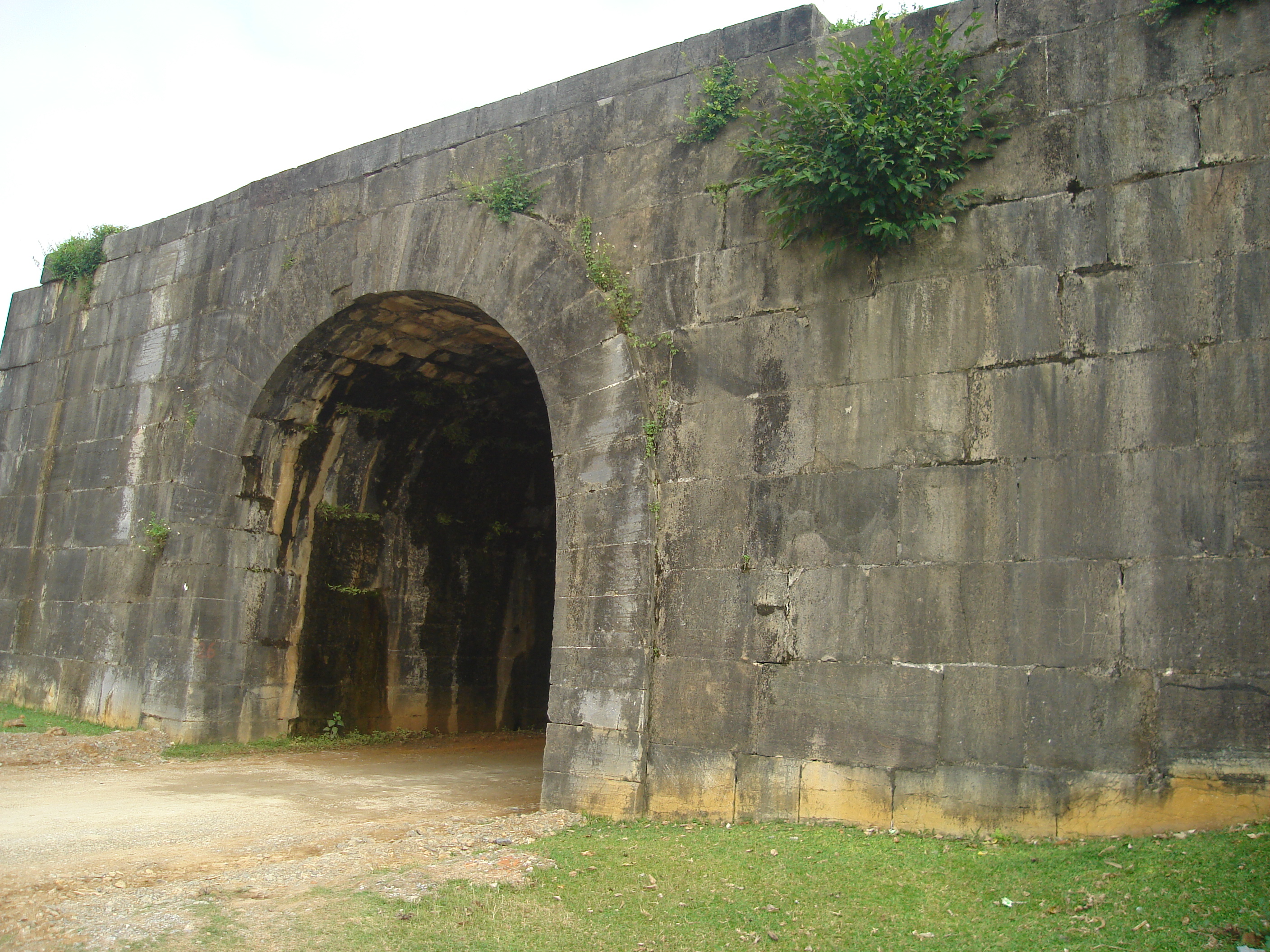
Северные ворота цитадели Тэйдо

Хо Куи Ли незамедлительно сменил название страны с «Дайвьет» (вьет. Đại Việt, тьы-ном 大越, «великий вьет») на «Дайнгу» (вьет. Đại Ngu, тьы-ном 大虞, «великое спокойствие»). Сам Куи Ли правил всего год, после чего передал трон сыну Хо Хан Тхыонг (вьет. Hồ Hán Thương).
После поражения Хо династией Мин в 1407 Хо Куи Ли с сыновьями Хо Зан Тхыонгом и Хо Нгуен Чынгом (вьет. Hồ Nguyên Trưng), а также другими родственниками, были пойманы и сосланы в Гуанси. Там Куи Ли отправили служить солдатом, кем он и оставался до конца жизни.
Практика передавать трон не старшему сыну, а назначенному, направленная на искоренение соперничества между братьями, была аналогичной применявшейся династией Чан.

## Хо Хан Тхыонг

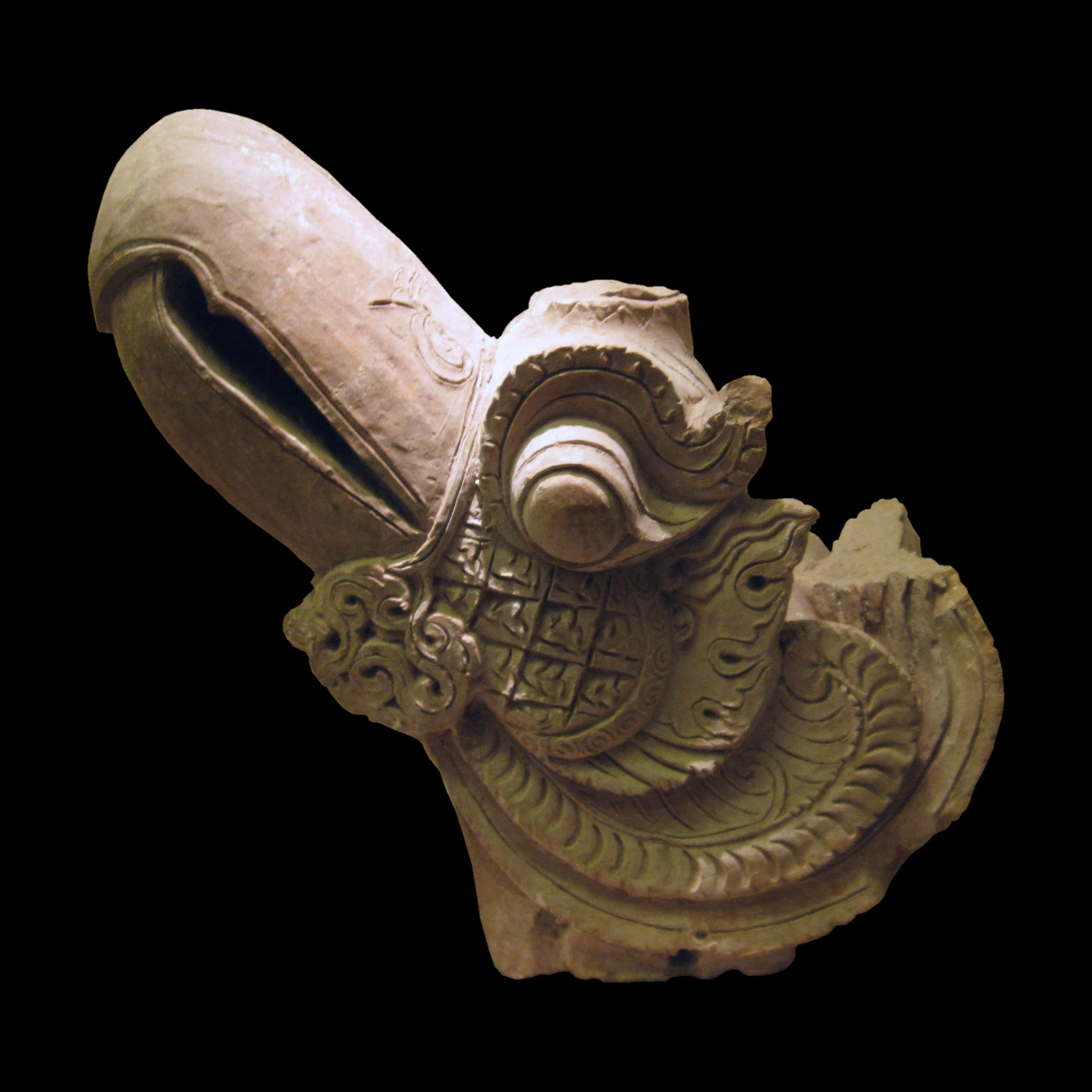
Голова феникса, использовавшаяся для украшения зданий. Терракота.

Главной заботой Куи Ли было поддержание хороших отношений с минской империей, однако этого не удалось достичь. Потомки низвергнутой династии Чан стали пропагандировать образ «узурпатора Хо Куи Ли», вызвав гражданские беспорядки и позволив Мин улучить момент для нападения. С 1400 по 1405 Хо безуспешно пыталась вернуть расположение Китая, посылая эмиссаров и дипломатов с дарами в Пекин, но дары всякий раз отвергались.
Вторжение Мин в Дайнгу началось в 1406 году, когда Чжу Ди отправил две армии, которыми командовали маркизы Чжан Фу и Му Шэн, на захват Дайнгу. Хо не смогли мобилизовать народ, и в 1407 пала крепость Дабанг, Хо проиграли сражения у Мокфамзянга (вьет. Mộc Phàm Giang), а после поражения при Хамты (вьет. Hàm Tử) минские чиновники схватили пытавшихся бежать членов династии и сослали в Китай. С 1407 по 1417 продолжалось четвёртое китайское завоевание государства вьетов, самое жестокое из всех. Китайцы разрушали культуру страны, уничтожая манускрипты и каменные стелы. Как и прежде, господство китайцев вызвало множественные восстания, среди которых было несколько относительно успешных: восстание Чан Нгоя (1407—1409), Чан Куй Кхоанга (1409—1413), Фам Нгока (1419—1420), Ле Нга (1419—1420), а также освободившее страну восстание Ле Лоя (вьет. Lê Lợi).

## Реформы Хо

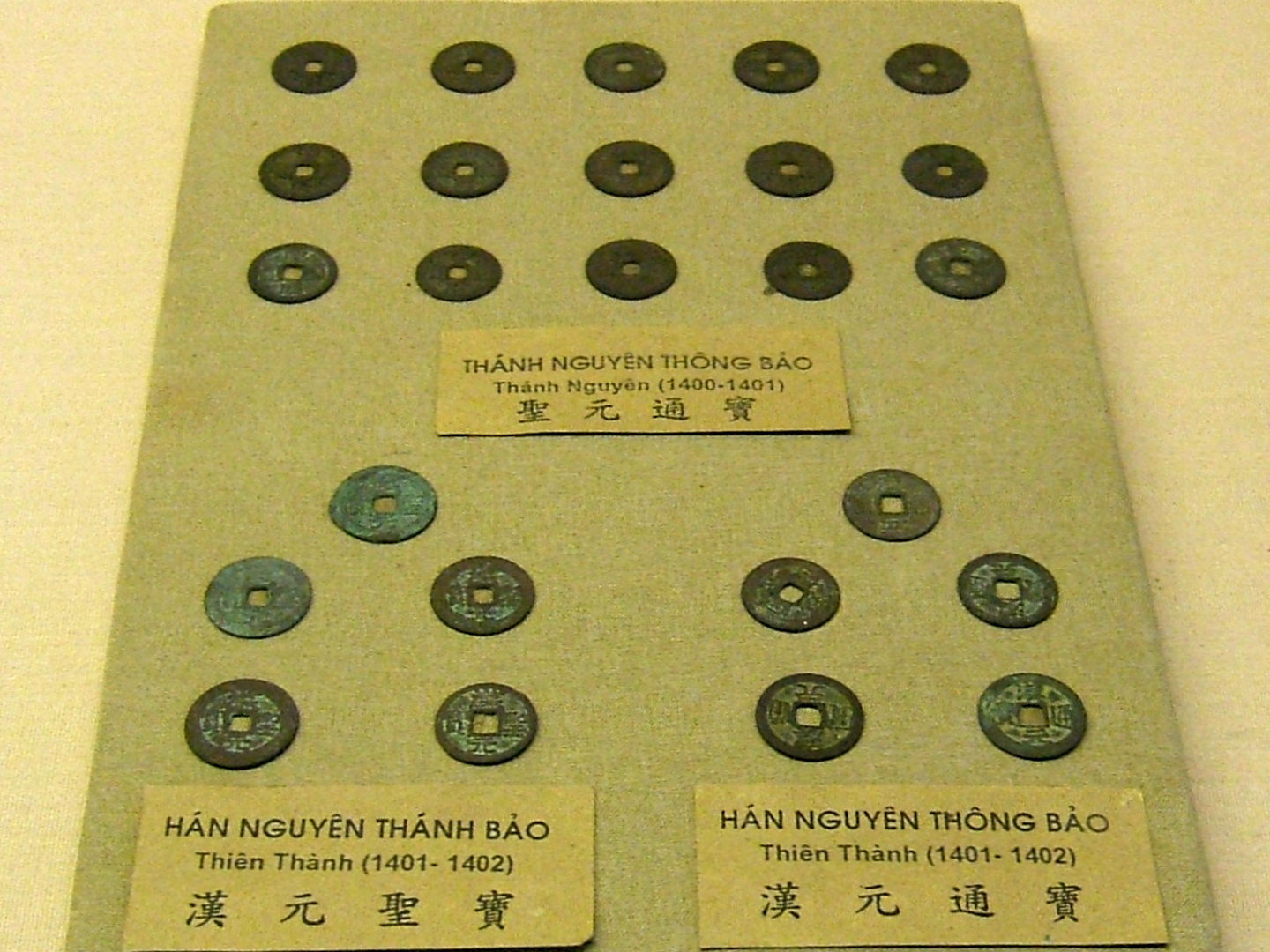
Бронзовые монеты, выпущенные в правление династии Хо

Несмотря на то, что Хо Куи Ли был одним из самых непопулярных политиков в истории вьетского государства, он инициировал множество реформ. Куи Ли провёл военную реформу, намереваясь получить огромную армию, тщательно укреплял важные стратегические точки. При его сыне были изобретены «волшебные орудия» (вьет. súng thần cơ, шунг тхан ко), артиллерийские орудия с несколькими стволами, имевшие бо́льшую убойную силу, чем даже минские пушки. Была проведена аграрная реформа: знать титулом ниже дайвыонгов отныне могла иметь не более 10 мау земли, на остальную налагался штраф. Кроме того, было введено количество рабов, которыми могли владеть чиновники. Также была проведена финансовая реформа, введены бумажные деньги. Куи Ли начал реформу конкурсных экзаменов, а также намеревался усилить и расширить подготовку чиновников.